# Air Bud: Spikes Back
Air Bud: Spikes Back (no Brasil, Bud 5: Arrasando no Vôlei; em Portugal, Air Bud Contra Ataca) é o quinto e último filme da série "Air Bud". A série de filmes em si foi seguida por uma série de spin-off: a franquia "Air Buddies". Foi lançado em 24 de junho de 2003 direto em DVD.

## Sinopse
Buddy descobre que ele também tem a habilidade inigualável de jogar vôlei. Ao longo desta experiência, ele e um papagaio falante brigam com alguns bandidos. Andrea tenta ganhar dinheiro para viajar para a Califórnia, para visitar Tammy, depois que sua família se mudou para lá. Josh decidiu jogar futebol na faculdade, em vez de voltar para casa nas férias de verão.

## Elenco
- Katija Pevec - Andrea Framm
- Jake D. Smith - Noah Framm
- Tyler Boissonnault - Connor
- Cynthia Stevenson - Sr. Jackie Framm
- Edie McClurg - Vovó Framm
- Alfred E. Humphreys - Dr. Patrick Sullivan
- Chantal Strand - Tammy
- C. Ernst Harth - Phil
- Ellen Kennedy - Wilma, (Mãe da Tammy)
- Patrick Cranshaw - Xerife Bob
- Nancy Robertson - Principal Pickle
- Doug Funk - Mailman Phil